# معاهدة البرازيل والولايات المتحدة
معاهدة البرازيل والولايات المتحدة كانت اتفاقية مساعدة عسكرية تم توقيعها في عام 1952 في ريو دي جانيرو بين البلدين، بهدف الدفاع عن نصف الكرة الغربي.

## خلفية
تعود العلاقات العسكرية بين الولايات المتحدة والبرازيل إلى الحرب العالمية الثانية، عندما دعمت البرازيل جهود الحلفاء في غزو إيطاليا عام 1942. وقدمت البرازيل قوات للغزو. في 3 يناير 1952 أصدرت الحكومة البرازيلية المرسوم رقم 30363 بإنشاء لوائح حكومية جديدة. سمحت هذه اللوائح الجديدة بعودة رأس المال الأجنبي الذي تم استثماره في البرازيل وتحويلات الأرباح على رأس المال هذا. بعد فترة وجيزة بدأ ممثلون من الولايات المتحدة وممثلون من البرازيل في التفاوض على اتفاقية ثنائية للمساعدة العسكرية في ريو دي جانيرو في 3 يناير 1952. سيتم التوقيع على الوثيقة التي تحدد الاتفاق بين البلدين في 15 مارس 1952. دخلت الاتفاقية حيز التنفيذ في 19 مايو 1952. خلال فترة المفاوضات تفاوض اللواء تشارلز ل. مولينز الابن على خطة عسكرية منفصلة مع الحكومة البرازيلية. تمت الموافقة على الخطة في 14 مارس 1952 من قبل وزير الدفاع لوفيت. في احتفال خاص في 15 مارس 1952 وقع اللواء مولينز الأمريكي والجنرال البرازيلي مونتيرو الخطة العسكرية التي حددت دفاعًا مشتركًا بين البلدين. سمحت الاتفاقية بأسلحة كبيرة وتدريب من قبل جيش الولايات المتحدة للجيش البرازيلي.
حكم هذا التحالف الهش العلاقات الثنائية بين البلدين خلال أحداث الحرب الباردة. ومع ذلك فإن التحالف لم يدم طويلاً، وتعرض لعدة ضربات كبيرة بين البلدين خلال الانقلاب العسكري في البرازيل عام 1964. خلال هذا الوقت استمرت الولايات المتحدة في تقديم الدعم العسكري والتدريب للجانب الذي يدعم الولايات المتحدة.

## انقلاب عسكري
كانت الولايات المتحدة على استعداد للذهاب إلى أي وسيلة ضرورية لدعم الانقلاب العسكري، لمنع البرازيل من أن تصبح دولة شيوعية. قال الرئيس جونسون «أعتقد أنه يجب علينا اتخاذ كل خطوة ممكنة، وأن نكون مستعدين لفعل كل ما نحتاج إلى القيام به». لمنع البرازيل من التحول إلى دولة شيوعية. دعم الرئيس جولارت رئيس البرازيل النقابات العمالية وأراد الحد من أرباح الأعمال التجارية الدولية من البرازيل، وأراد أيضًا بدء التجارة مع الدول الشيوعية. انتصر الانقلاب العسكري في النهاية، مما أدى إلى دكتاتورية عسكرية استمرت عشرين عامًا.